# كيم إنجلش
كيم إنجلش (بالإنجليزية: Kim English)‏ هي مغنية أمريكية، ولدت في القرن العشرين في شيكاغو في الولايات المتحدة، وتوفي بنفس المكان في 2 أبريل 2019 بسبب قصور كلوي.

## وصلات خارجية
- الموقع الرسمي
- كيم إنجلش على موقع ميوزك برينز (الإنجليزية)
- كيم إنجلش على موقع أول ميوزيك (الإنجليزية)
- كيم إنجلش على موقع ديسكوغز (الإنجليزية)